# Sân bay Sønderborg
Sân bay Sønderborg (tiếng Đan Mạch: Sønderborg Lufthavn) (IATA: SGD, ICAO: EKSB) là một sân bay ở Sønderborg, Đan Mạch.

## Các hãng hàng không và các điểm đến
- Cimber Air (Copenhagen)